# Мавзолей шейха Джунейда
Мавзолей шейха Джунейда (азерб. Şeyx Cüneyd türbəsi) — мавзолей, расположенный в селе Хазра Гусарского района Азербайджана, в историческом Ширване.
В 1460 году на этом месте был похоронен погибший в бою с войсками ширваншаха Халил-уллы I ардебильский шейх Джунейд, дед Шаха Исмаила I. После того, как его останки были перезахоронены в Ардебиле, по велению шаха Тахмаспа I здесь был воздвигнут мавзолей. На китабе, расположенном на фасаде памятника, указана дата 1544 год.
Памятник построен из обожжённого кирпича. Квадратное строение состоит из главной комнаты и расположенных по углам вспомогательных комнат худжр (кельи). На каждой из четырёх стен мавзолея имеются входы. Внутри четвёртой вспомогательной комнаты (худжры) имеется лестница, ведущая в купол.
Высота комнат мавзолея 1,42 метра. Изнутри мавзолей покрыт голубыми и чёрно-фиолетовыми кафельными плитами. Верхние части интерьера покрыты сумахом.
Переход к куполу выполнен системой сталактитов. Снаружи купола сохранились фрагменты декора, выполненные из застекленного кирпича.
В последующие годы в мавзолее были произведены некоторые изменения.

## Фотографии

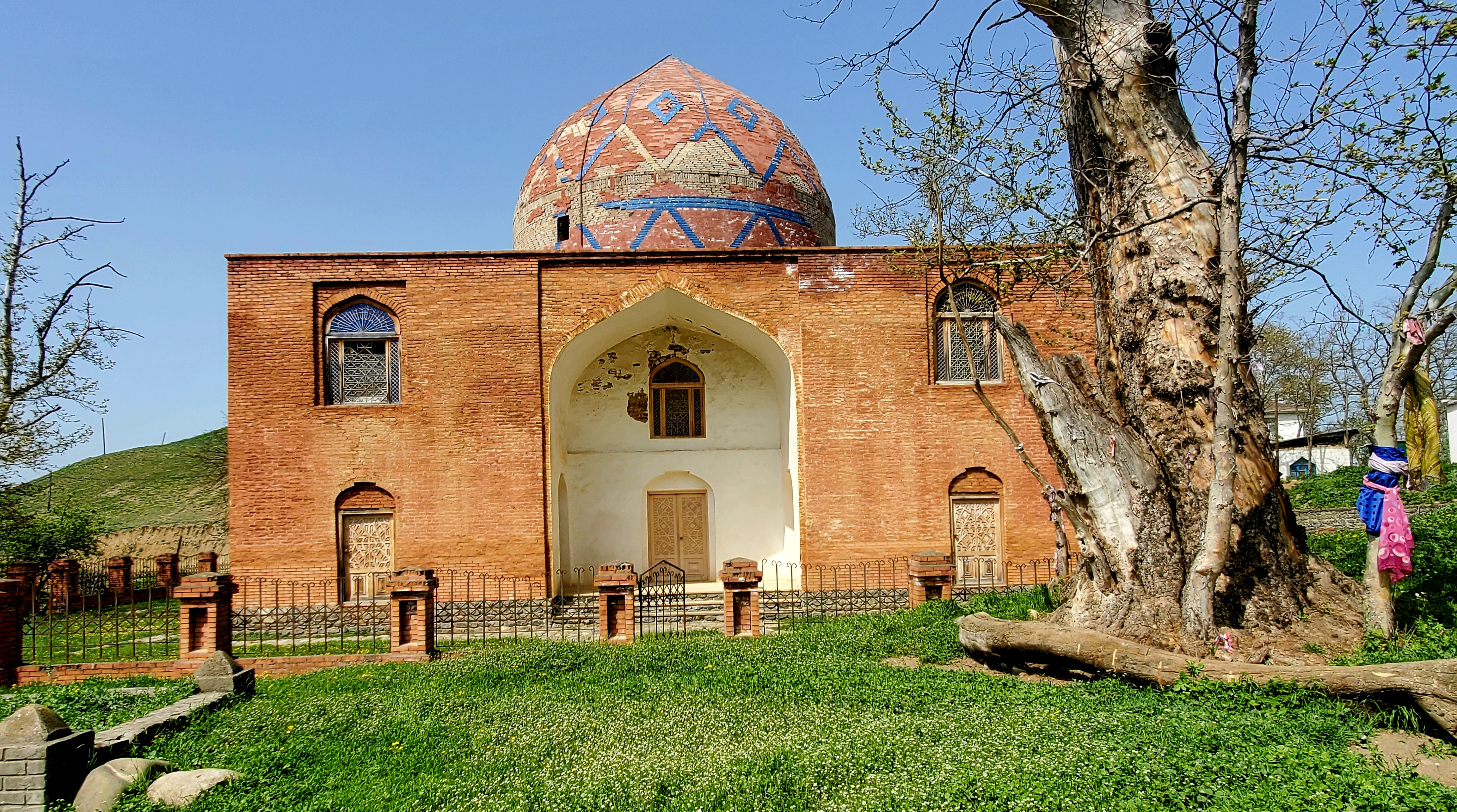
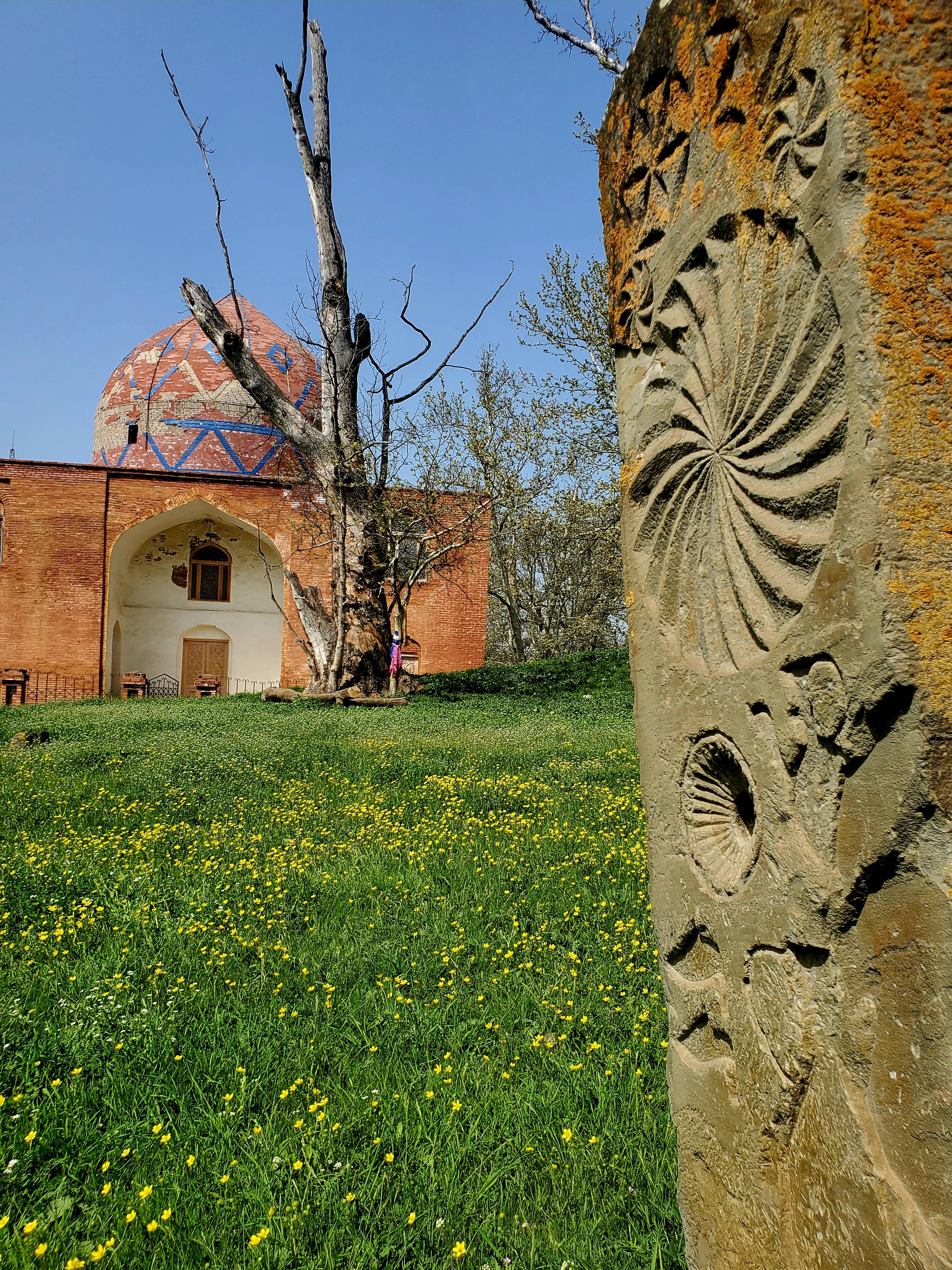
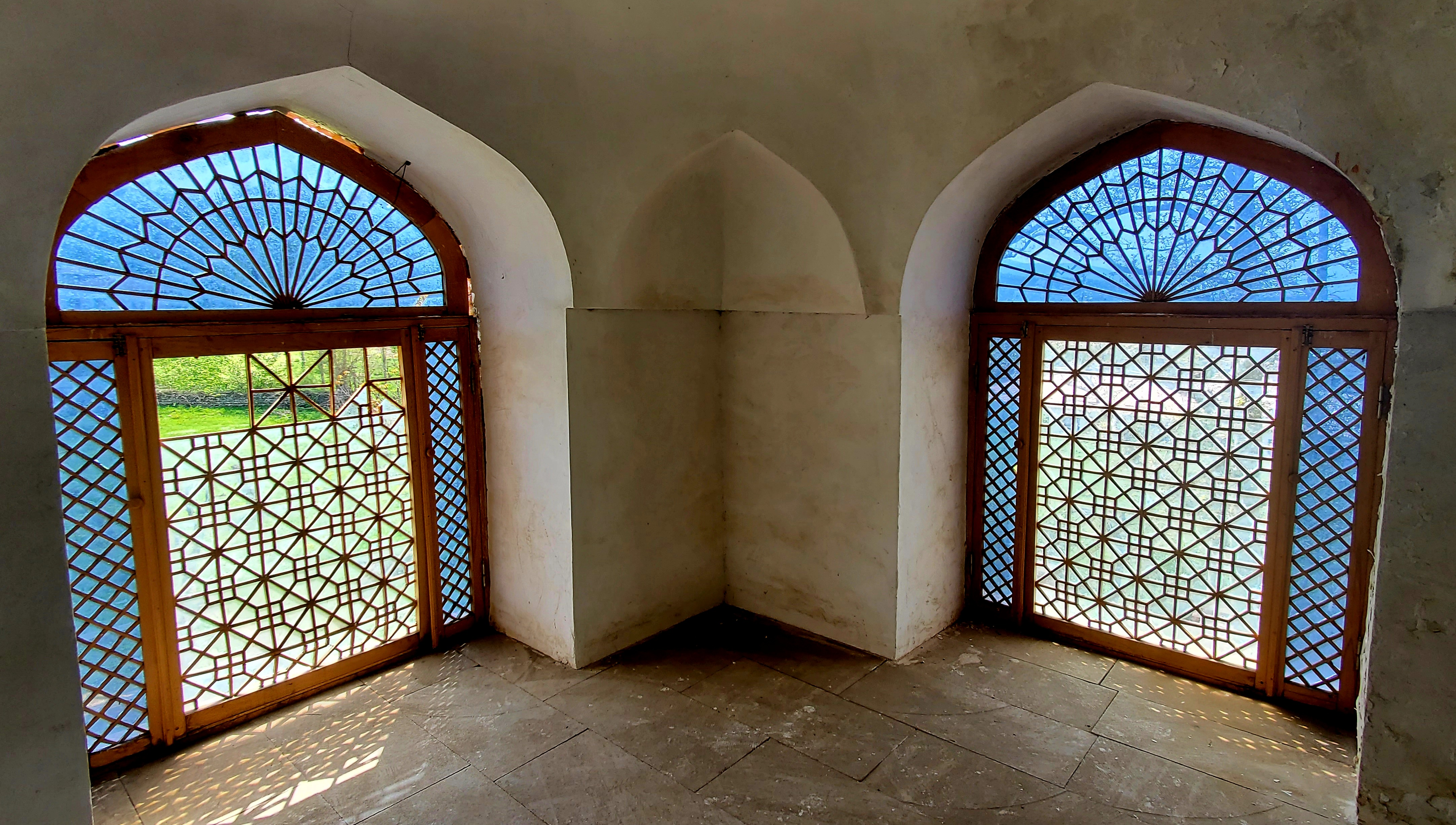
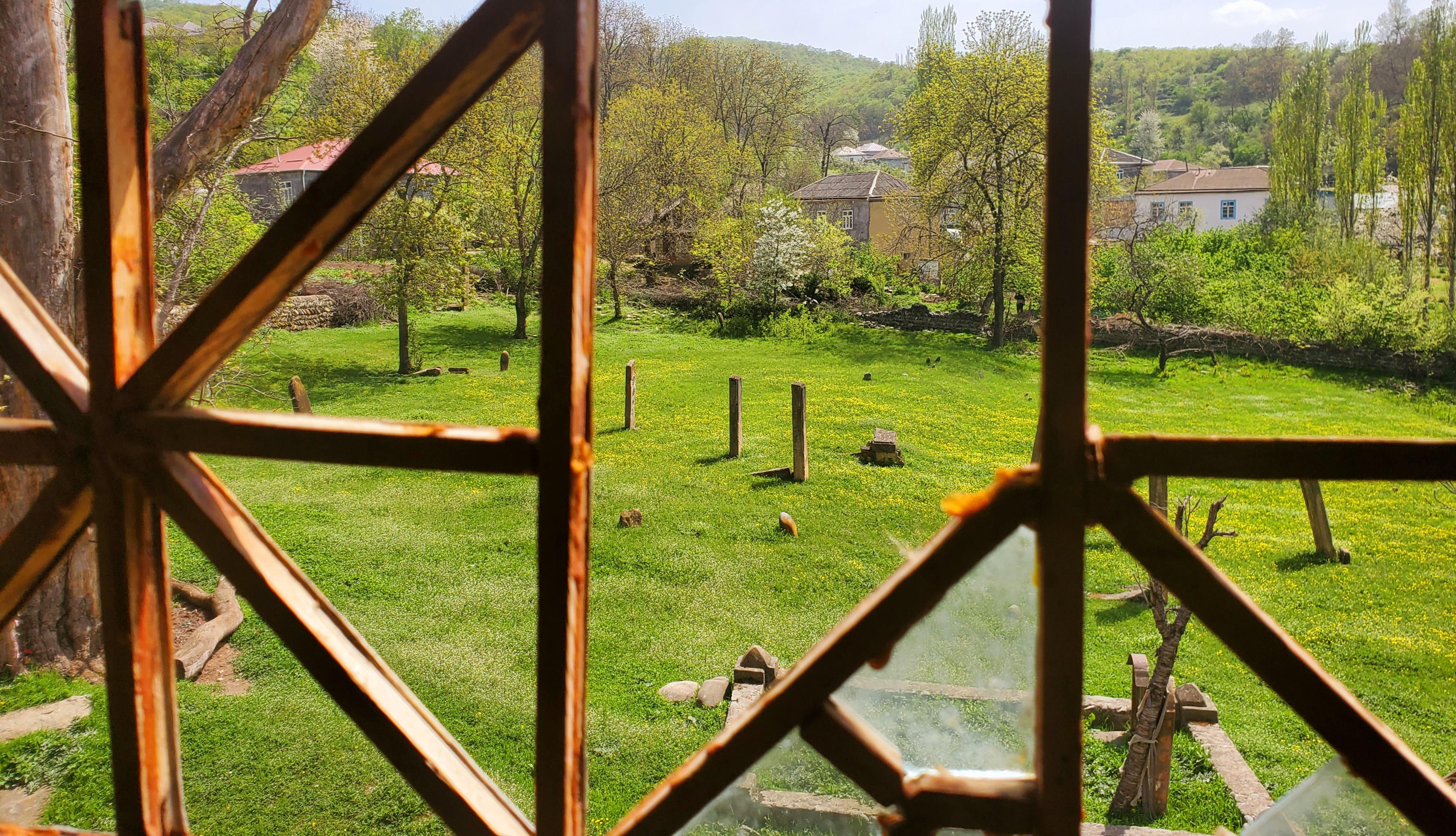
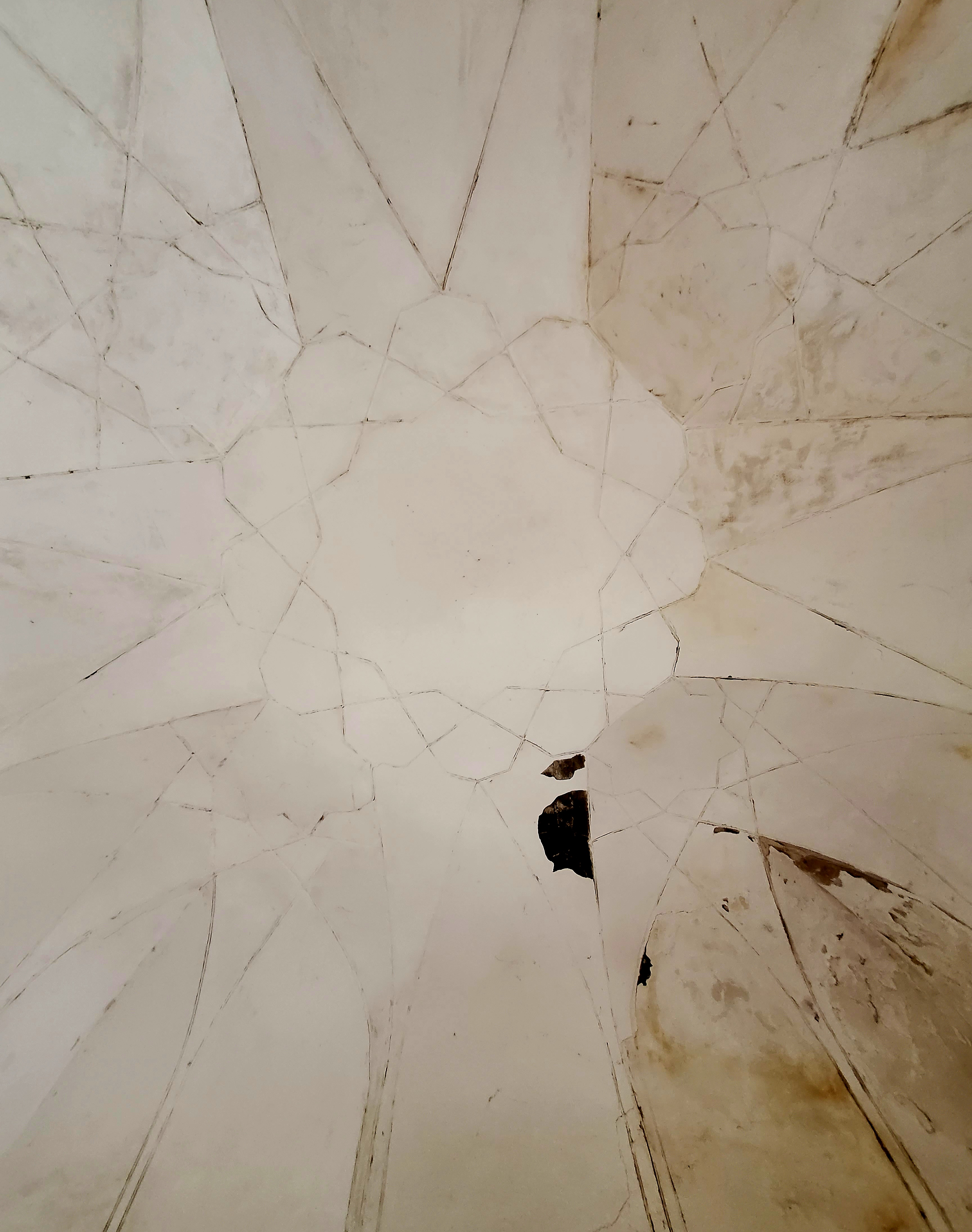
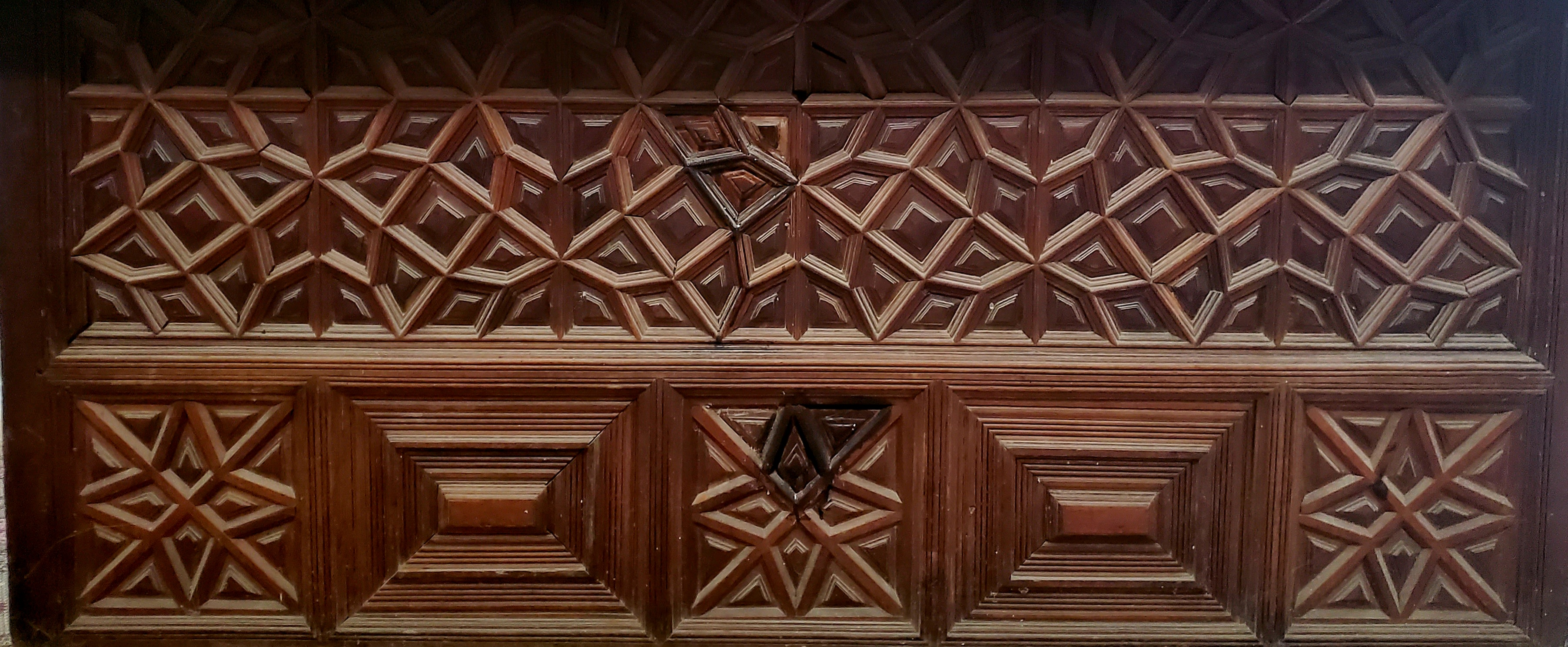
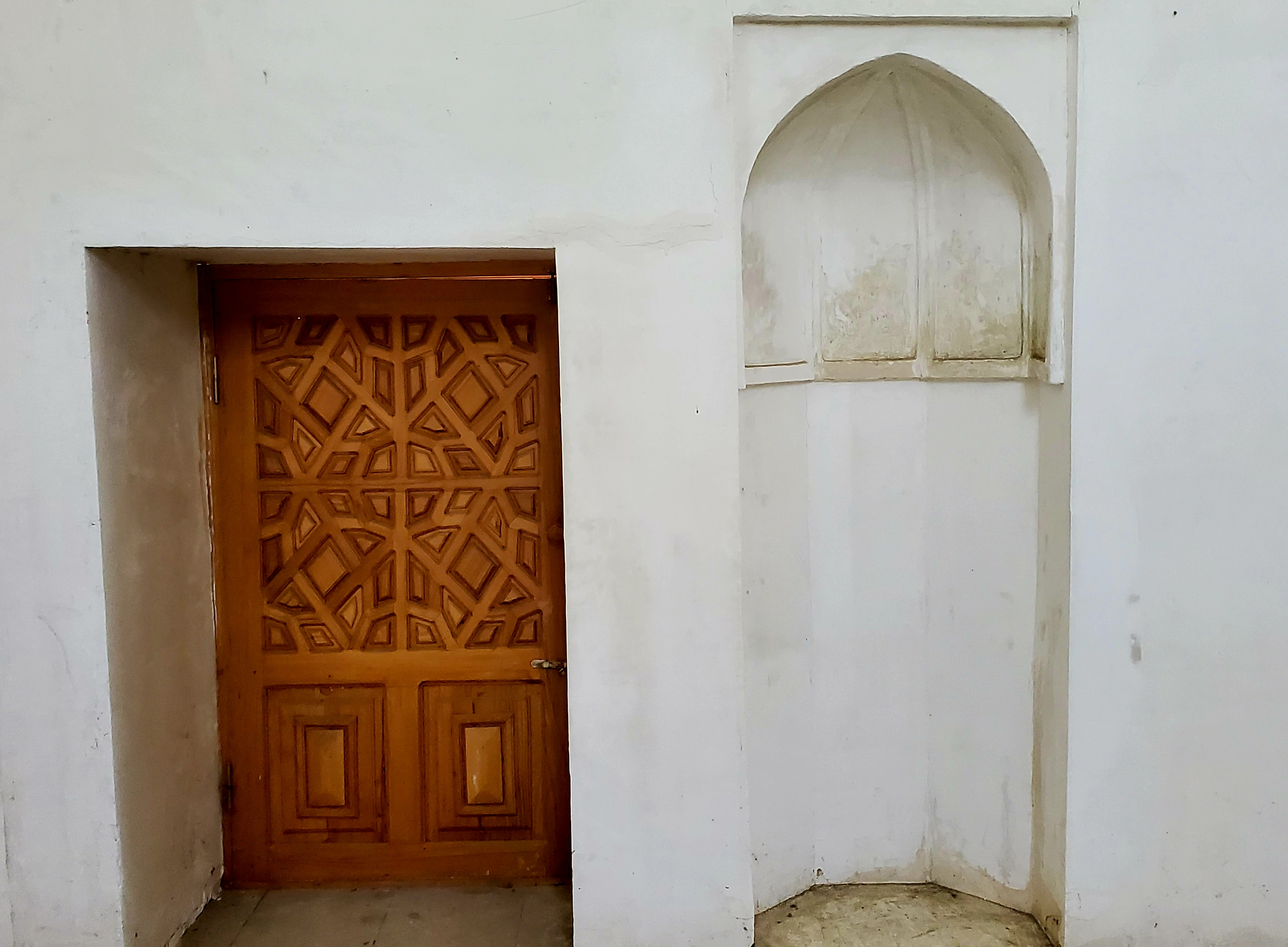
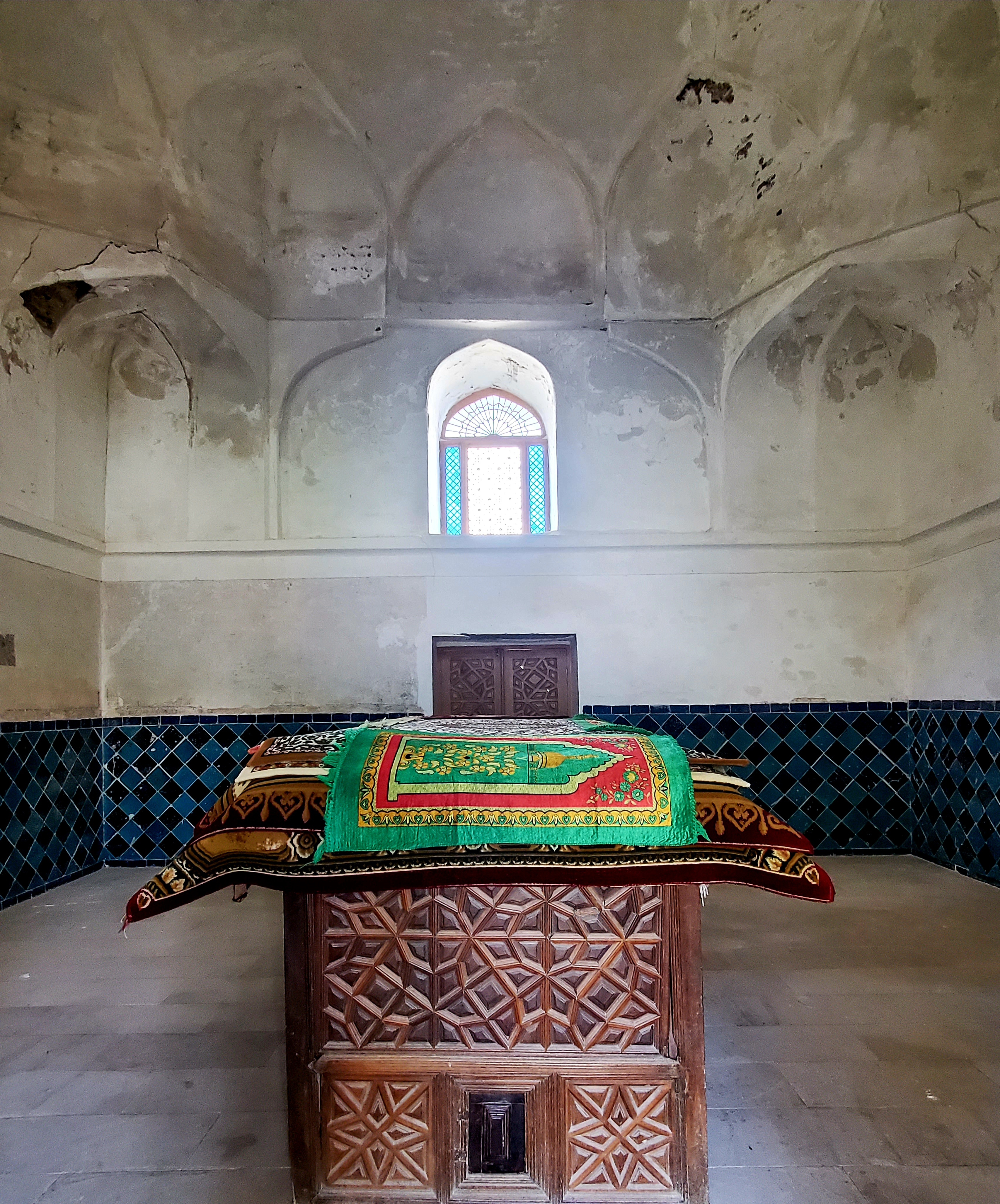